# 清华大学电子工程系
清华大学电子工程系，简称电子系，曾先后称为无线电电子学系和电子工程系，是清华大学信息科学技术学院下属的一个系，是清华大学學生人數最多的系。电子系办公地点原位于清华大学东主楼，2011年迁入罗姆楼。本科专业为“电子信息科学与技术”。该专业在2017年QS世界大学排名中排第7名。

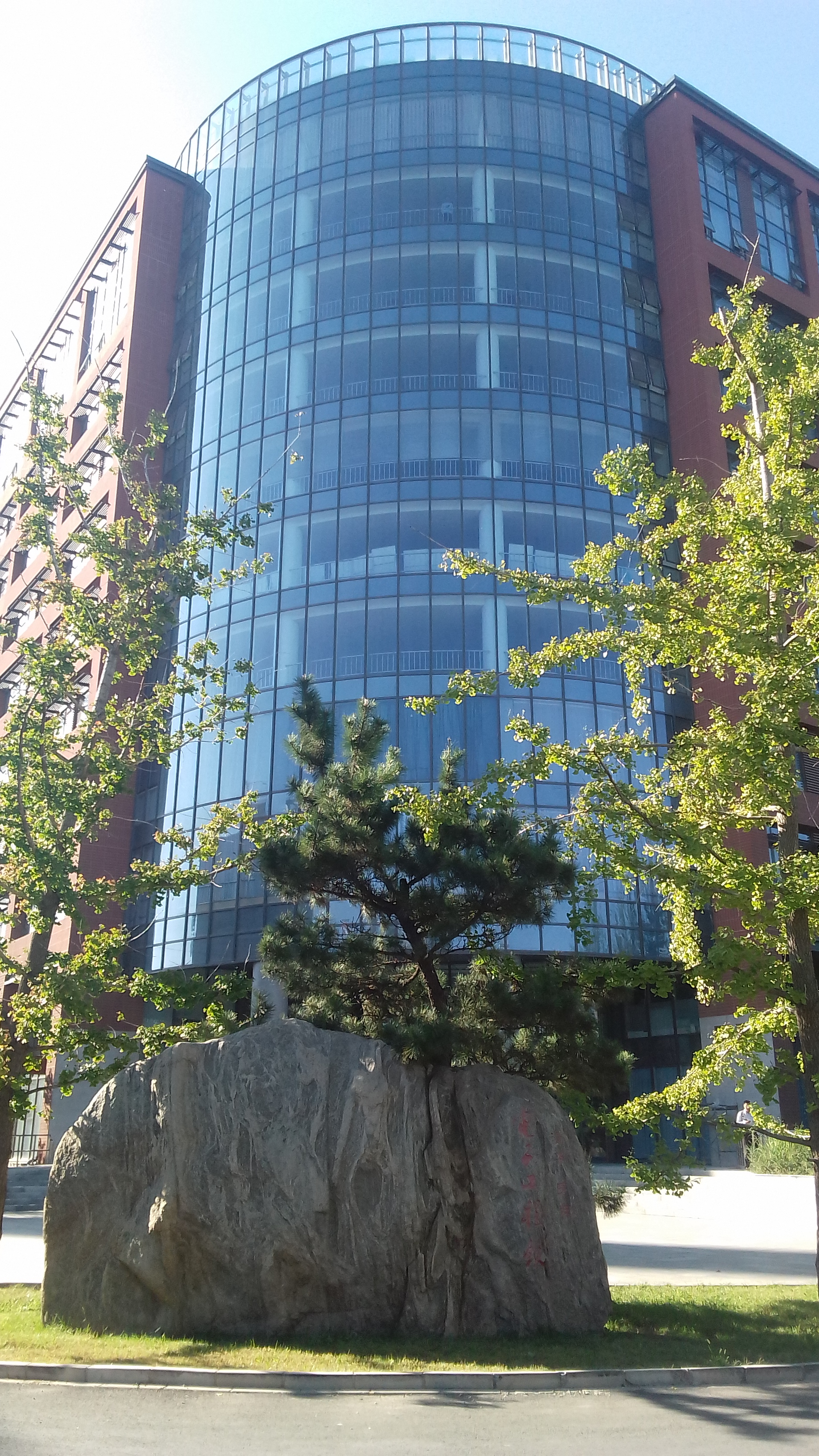
清華電子工程系系館

## 历史

### 文革前
清華電子工程系的前身為1932年成立的电机工程系的电讯组。1952年9月，中國大陸進行高校院系调整，將清华大学、北京大学电机系电讯组合并，建立无线电工程系，系主任為孟昭英教授，常迥教授任副系主任。
1953年，建立教师党支部，李传信任书记。建系初期，全系僅有15名教师、5名职工和3个年级共百余学生，主要課程教材翻譯自蘇聯，如《无线电基础》、《电子管》等，是中國大陸首批出版的无线电工程类的苏联教科书。清華電子系是中国大陸无线电电子学科的开创单位之一，1955年中国科学院成立学部，孟昭英教授被聘任为技术科学部委员。
1956年，因学科发展的需要，改名為无线电电子学系。1958年，李传信同志开始主持系的工作，1959年接任系主任。当年，大部分师生下厂，参加了第一个五年计划中兴建的电子类工厂的建厂及生产实践。
1963年清华大学与四机部第十研究院联合在无线电电子学系设立了无线电电子学研究室，由十院提出研究课题，提供经费并选派青年科技人员组成协作队，参加研究室工作。到60年代初，全系已经形成数字通信、电视、微波技术、微波电子器件、真空技术与半导体器件等学科并恢复招收研究生。
从1952年建系至1965年共招收大学本科生3089人，研究生96人。到1966年，在系学生已达1200人。从1956年至1966年的十年中，完成了600／1200波特数传机，8路PCM通信终端，3cm周期磁场聚焦宽频带小功率行波管，10cm固态低噪声参量放大器等项目，并率先开始了硅晶体管制造和集成电路的研究工作。

### 文革期間
1966年，文化大革命爆發，部分教學與科學研究受到干擾，但一些教师仍在混乱的环境中为各班学生上课，有的科研小组坚持在实验室继续进行科研工作。1969到1971年，分两批将无线电电子学系的绝大部分教职工和学生搬迁至四川省绵阳县，成为清华大学绵阳分校的主体，1970年开始招生，1972年分校主要基建工程结束。
在環境困難的情况下，广大教职工仍努力进行教学工作，培养建设人才；积极开展科学研究，在微波数字通信系统、群路数传机、大功率正交场放大管、场效应晶体管和微波晶体管等领域取得了一定的成果，并与四川省内的一些重点工厂企业协作，建立了良好的关系，为他们培养了一批技术骨干力量。 
1977年5月刘达到清华任校长，经过他和老校长蒋南翔的多方努力，于1978年初，报请邓小平批准，决定撤销清华大学绵阳分校，搬迁回京，在校本部恢复无线电电子学系。搬迁工作在1979年5月全部结束。

### 文革後
1978年起，清華電子恢復在校本部招生，同年決定搬迁回校本部。在搬迁过程中，保持了教学和科研工作的连续性，逐步讓系的工作走上正轨。1980年，為了發展微电子相關技术，建立清华大学微电子学研究所，而本科專業仍在无线电电子学系，教学工作由系和所共同负责，研究生专业則从1992年起由微电所单独负责。
1989年，由于无线电含义不够确切，更名为电子工程系。2011年，清華百年校慶時，遷入現在的電子系館羅姆樓。

## 歷年系主任
| 任次 | 姓名   | 任职时间       |
| ---- | ------ | -------------- |
| 1    | 孟昭英 | 1952~1958      |
| 2    | 李传信 | 1959~1979      |
| 3    | 吴佑寿 | 1980~1983      |
| 4    | 张克潜 | 1984~1991      |
| 5    | 董在望 | 1991~1997.9    |
| 6    | 龚克   | 1997.9~1998.10 |
| 7    | 冯正和 | 1999~2005      |
| 8    | 王希勤 | 2006~2012      |
| 9    | 黄翊东 | 2013~2019      |
| 10   | 汪玉   | 2020～至今     |

## 系徽设计说明
在2002年的系徽征集活动中，由当时网络与人机语音通信研究所研究生邱剑设计的系徽最终胜出。系徽中心是两个大写的英文字母E，EE是电子系英文名称（Electronic Engineering）的首字母缩写。两个字母相拥组合的图案反映了电子系的学科综合和相互交叉，代表了团结协作的团队精神，也具有从光电子器件、集成电路、电子信箱系统到网络层面的象征意义。外围的“清华大学Electronic Engineering”字样为电子系的单位名称，“1952”字样代表了创建年份。系徽的前景色是清华大学的校色紫色，背景色为白色。

## 机构
系主任下設有学术委员会、学位委员会、教学工作委员会等三個委員會。
共有六個研究所，分別為信息光电子研究所、信息系统研究所、通信研究所、电路与系统研究所、信息认知与智能系统研究所、微波与天线研究所
三個国家重点实验室，分別為微波与数字通信技术国家重点实验室、集成光电子学国家重点联合实验室(清华大学实验区)、智能技术与系统国家重点实验室(智能图形图像分室)。

## 羅姆樓
羅姆樓為電子系館，位於清華校園東邊緣，靠近北京地鐵13號線，於2011年4月百年校慶時落成。羅姆樓是由日本羅姆公司捐贈20億日元興建的，建築面積32553平方公尺、高45米，地上11層、地下3層，主體結構為框架結構體系。